# Onychiuroidea
Onychiuroidea is een superfamilie van springstaarten en telt 774 soorten.

## Taxonomie
- Familie Onychiuridae - Lubbock, 1867
  - Onderfamilie Onychiurinae - Börner, 1901
  - Onderfamilie Tetrodontophorinae - Stach, 1954
  - Onderfamilie Lophognathellinae - Stach, 1954
- Familie Tullbergiidae - Bagnall RS, 1935:238